# 중견친위대
중견친위대(프랑스어: Moyenne Garde)는 프랑스 제 1 제국의 대육군의 소속인 제국친위대의 예하 부대중 하나이다. 그들은 신규친위대에서 숙련이 어느정도 되고, 전투에서 활약한 사람들이 이곳에 전입을 왔다. 중견친위대의 내부는 수발총척탄병연대, 네덜란드척탄병연대 등으로 구성되어있다.